# Sam Praeger
Samuel Praeger (Amsterdam, 6 december 1854 – aldaar, 7 november 1937) was een Nederlands altviolist en pianist.

## Leven
Hij was zoon van musicus Aron Orest Prager en Ganna Blog. Hijzelf bleef ongetrouwd. 
Hij kreeg zijn eerste opleiding van zijn vader, die een uitstekend musicus van hem wilde maken en geen virtuoos. Hij nam op jonge leeftijd (15 jaar) plaats in het orkest van het Paleis voor Volksvlijt van Johannes Meinardus Coenen en de orkesten volgden elkaar in rap tempo op. Andere orkesten waren het schouwburgorkest bij Van Lier aan de Amstelstraat, het orkest van het theatergezelschap van Herman Heijermans, terug bij het Paleisorkest (nu als klarinettist), het orkest van de Parkschouwburg, operettegezelschap van Kreeft & Buderman en de Koninklijke Vereeniging Het Nederlandsch Tooneel van Eduard Verkade en Dirk Verbeek. Voor diverse gezelschappen componeerde hij wel muziek. In aanvulling daarop trad hij op als begeleider van zangers of bij de Italiaanse Opera in de hoofdstad.
Hij had ook een periode in Parijs. Hij speelde bij en/of gaf leiding aan het orkest van de Opéra Comique en Casino de Paris. Hij trok ook wel als kapelmeester met orkest door Frankrijk.
Hij bevond zich op de scheidslijn van de amusementsmuziek (in theaters) en de serieuze klassieke muziek in bijvoorbeeld het Concertgebouw.
Hij was een bekend muziekleraar, maar er is van hem bekend dat hij zijn hele leven zelf ook muziekonderwijs volgde. Onder die later leraren bevonden zich Julius Röntgen, Cornelis Dopper (piano) en Adriaan van Tetterode (compositie). Nadat hij afscheid had genomen van de actieve muziekwereld was hij regelmatig gast bij concerten en uitvoeringen, waarbij hij regelmatig anekdotes uit de muziekwereld vertelde. Op zijn 80ste verjaardag werd hij door artiesten gehuldigd in de Stadsschouwburg in Amsterdam.
Sam Praeger overleed in het Wilhelminagasthuis. Zijn overlijden was landelijk nieuws.

## Vader
Aron Orest Praeger (Amsterdam, 1822-1908) was Nederlands violist en indirect familie van componist Heinrich Aloys Praeger (1783-1954). Hij kreeg opleiding van zijn vader en in Parijs, waar hij ook in (theater-)orkesten speelde. Hij keerde terug naar Amsterdam om er muziekpedagoog te worden. Hij schreef het werk Introduction et variation pour le piano en droeg dat op aan koning Willem III. Het werd destijds ook gespeeld door de vermaarde violist Henryk Wieniawski. Ook een ander werk Le Loo werd aan de koning opgedragen.